# Désert de Tanami
Le désert de Tanami est un désert du nord de l’Australie. C’est un terrain rocailleux avec de petites collines.
Le désert de Tanami est l’un des plus isolés et des plus arides endroits de la Terre. Il était la frontière nord du Territoire du Nord et n’a pas été exploré avant le XXe siècle. Il est traversé par la Tanami Track (ou Tanami Road).
Tanami, est aussi le nom d’une des régions de l’Interim Biogeographic Regionalisation for Australia (IBRA).

## Statistiques
- Surface : 37 529 km²
- Le lieu le plus proche raccordé au réseau de distribution d’eau est Rabbit Flat
- Pluviosité : 429,7 mm
- Température maximale de la journée : 33,5 °C
- Température minimale de la journée : 16,4 °C
- Jour de beau temps : 169
- Évaporation journalière : 7,6 mm

## Population
Le désert de Tanami fait partie des régions aborigènes de Kukatja et Walbiri.

Images
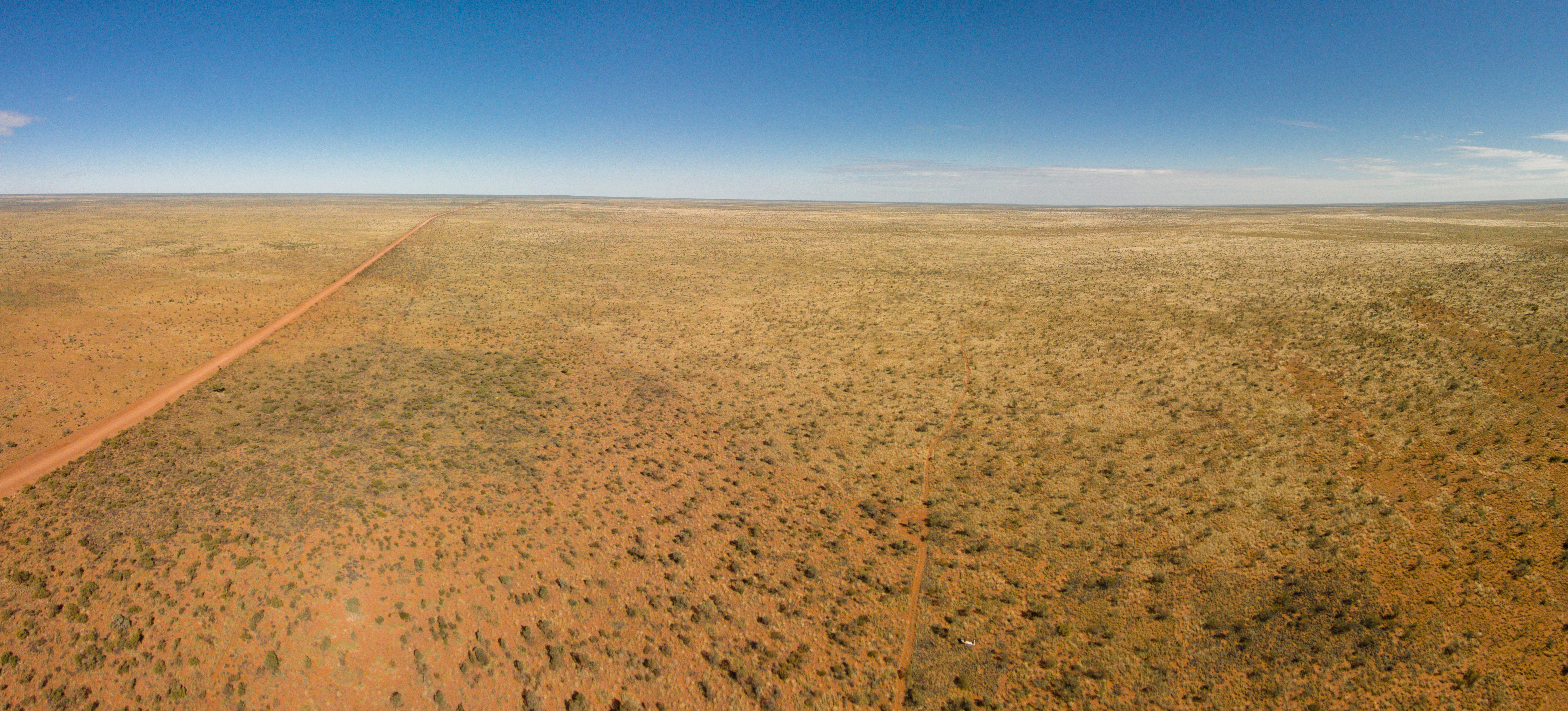
Panorama du désert en juillet 2014.
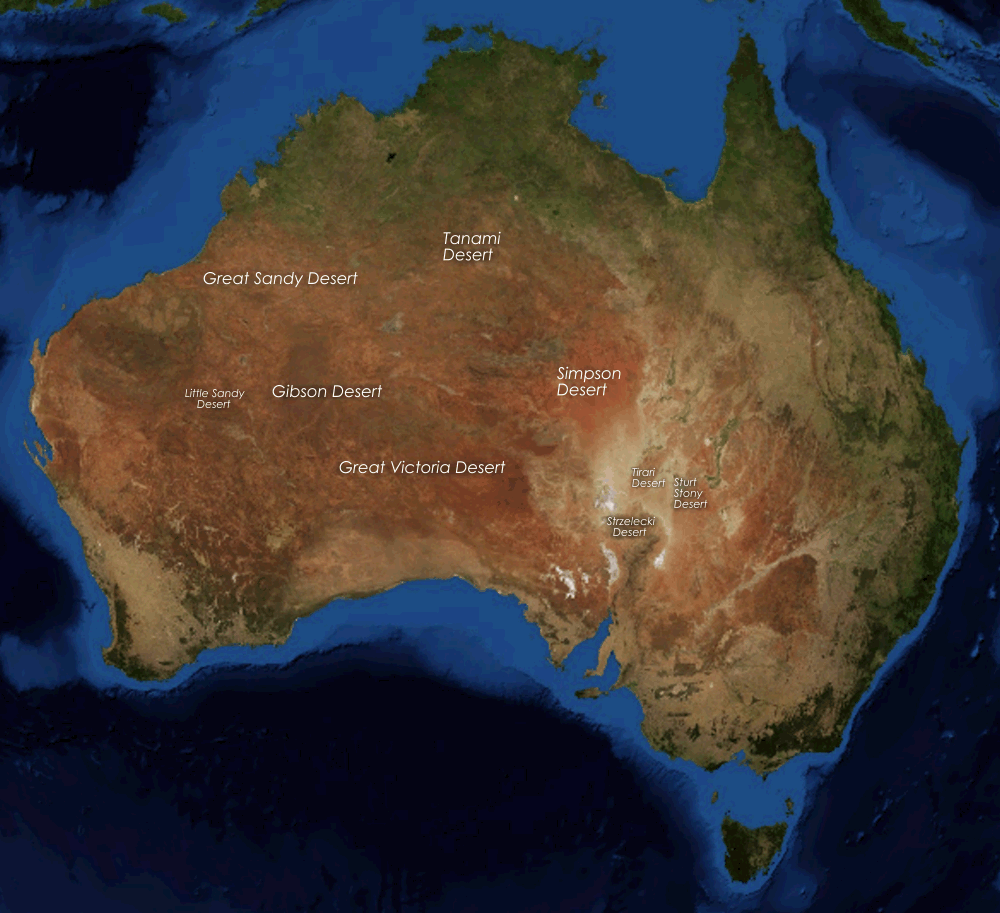
Localisation des déserts en Australie.